# 灰岩駅
灰岩駅（フェアムえき）は、朝鮮民主主義人民共和国咸鏡北道慶興郡に位置する朝鮮民主主義人民共和国鉄道省灰岩線の駅である。

## 歴史
- 1938年9月9日：開業[1]。

## 隣の駅
朝鮮民主主義人民共和国鉄道省
灰岩線
鶴松駅 - 灰岩駅 - 恩徳駅